# 刘纲纪
刘纲纪（1933年1月17日—2019年12月1日），男，贵州普定人，中国马克思主义哲学家、美学家。

## 生平
1933年1月17日出生于贵州省普定县号营村。1952年考入北京大学哲学系，1956年毕业，获哲学学士学位，后长期在武汉大学任教，从事马克思主义哲学、美学、中国美学史、中国书画史论、中国传统思想文化研究。历任讲师、教授、武汉大学美学研究所所长，兼任中华美学学会副会长、湖北省美学学会会长等职。曾指导美学家王杰博士论文。
2019年12月1日下午6点55分在武汉逝世，享年87岁。

## 出版物
主要著作有《“六法”初步研究》、《龚贤》、《美学对话》、《中国美学史》第一、二卷、《美学与哲学》、《艺术哲学》、《<周易>美学》、《书法美》、《德国美学在中国的传播与影响》、《传统文化、哲学与美学》等。